# 石山照明
石山 照明（いしやま てるあき、1949年4月7日 - ）は、日本の実業家。初代新日鉄マテリアルズ代表取締役社長や、初代新日本電工代表取締役社長を務めた。

## 経歴・人物
群馬県藤岡市生まれ。群馬県立高崎高等学校を経て、1973年一橋大学経済学部卒業、新日本製鐵入社。進藤孝生日本製鉄代表取締役会長や、弁護士の一木剛太郎元新日本電工監査役は大学の同期。1996年新日本製鐵室蘭製鐵所総務部長。2002年新日本製鐵新素材事業部長。2005年新日本製鐵参与新素材事業部長。
2006年新日本製鐵新素材事業部が分社化され、新たに設立された新日鉄マテリアルズ代表取締役社長に就任。
中期経営計画の初年度に合わせ2011年日本電工代表取締役社長に着任。海外展開などを進めた。また経営統合により2014年には旧住友金属工業系の中央電気工業を完全子会社化し、商号変更した新日本電工代表取締役社長に横滑りした。2015年新日本電工取締役相談役に退いた。2016年新日本電工相談役。ユタカ電機製作所監査役、日本鉄鋼連盟理事なども務めた。

## 著書
- 『行雲流水 : ある大本教信者の数奇な生涯』エスアイビー・アクセス 2016年